# OGLE

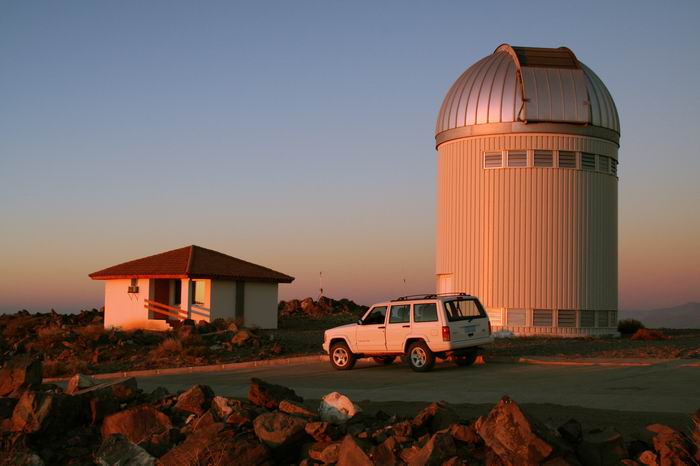
Il telescopio OGLE del Las Campanas Observatory in Cile.

Optical Gravitational Lensing Experiment (Esperimento lente gravitazionale ottica) o OGLE è un progetto astronomico polacco con base all'Università di Varsavia che si occupa principalmente della classificazione di stelle variabili, studio di nove nane, struttura della nostra galassia e delle Nubi di Magellano, materia oscura,  usando la tecnica delle microlenti gravitazionali. Inoltre, da quando il progetto è iniziato nel 1992, ha scoperto parecchi esopianeti. Il progetto è condotto dal professore Andrzej Udalski dell'Università di Varsavia, che è uno degli autori della scoperta di OGLE-2005-BLG-390Lb, pianeta avente la peculiarità, al momento della scoperta, di essere quello più distante dal proprio astro tra quelli con dimensioni comparabili a quelle terrestri.
I principali obiettivi dell'esperimento sono le Nubi di Magellano e dal bulge galattico, a causa del grande numero di stelle interposte che possono essere usate per il microlensing durante un transito stellare. La maggior parte delle osservazioni sono state eseguite all'osservatorio di Las Campanas in Cile. Tra le istituzioni che cooperano al progetto ci sono l'Università di Princeton ed il Carnegie Institution for Science.
Il progetto è stato suddiviso in tre fasi: OGLE-I (1992-1995), OGLE-II (1996-2000), e OGLE-III (2001-2009). OGLE-I è stata la fase pilota del progetto; per la fase OGLE-II, è stato costruito un telescopio in Polonia e inviato in Cile. OGLE-III era principalmente indirizzato alla scoperta di pianeti transitanti; i due campi osservati durante questa fase erano in direzione del Bulge galattico e della costellazione Carena. Durante questa fase fu identificato anche il primo pianeta tramite la tecnica delle microlenti gravitazionali. Nel 2009 è iniziata la quarta fase, OGLE-IV, durante la quale verrà usata una videocamera a mosaico CCD a 
32 chip.

## Pianeti scoperti
Il progetto OGLE al 2021 ha scoperto 28 pianeti tra cui otto con il metodo del transito e sei con il metodo delle microlenti gravitazionali.
Nel 2020 è stata annunciata la scoperta di un pianeta interstellare, cioè un pianeta non collegato gravitazionalmente ad alcun astro. Ogle-2016-Blg-1928, così è stato chiamato, è al momento della scoperta il pianeta vagante più piccolo ad essere mai stato rilevato, avente massa rapportabile a quella di Marte.
I pianeti sono elencati in ordine di scoperta. I pianeti appartenenti ad un sistema con più pianeti sono evidenziati in giallo. L'inclinazione con un + indica che l'orbita ha almeno quell'inclinazione.
| Stella                              | Costellazione | Ascensione retta  | Declinazione  | Magnitudine apparente | Distanza (Anni luce) | Tipo spettrale | Pianeta                 | Massa (MJ)        | Raggio (RJ) | Periodo orbitale (Giorni) | Semiasse maggiore (UA) | Eccentricità orbitale | Inclinazione orbitale (°) | Anno di scoperta |
| ----------------------------------- | ------------- | ----------------- | ------------- | --------------------- | -------------------- | -------------- | ----------------------- | ----------------- | ----------- | ------------------------- | ---------------------- | --------------------- | ------------------------- | ---------------- |
| OGLE-TR-10                          | Sagittario    | 17 h 51 m 28 s    | -29° 52' 34"  | 15,78                 | 5000                 | G2V            | OGLE-TR-10 b            | 0,63              | 1,26        | 3,10129                   | 0,04162                | 0                     | 84,5                      | 2002             |
| OGLE-TR-111                         | Carena        | 10 h 53 m 01 s    | -61° 24' 20"  | 16,96                 | 5000                 | G              | OGLE-TR-111 b           | 0,53              | 1           | 4,0161                    | 0,047                  | 0                     | 88,1                      | 2002             |
| OGLE-TR-132                         | Carena        | 10 h 50 m 34 s    | -61° 57' 25"  | 15,72                 | 7110                 | F              | OGLE-TR-132 b           | 1,14              | 1,18        | 1,689868                  | 0,0306                 | 0                     | 85                        | 2003             |
| OGLE-TR-56                          | Sagittario    | 17 h 56 m 35 s    | -29° 32' 21"  | 16,56                 | 4892                 | G              | OGLE-TR-56 b            | 1,29              | 1,3         | 1,211909                  | 0,0225                 | 0                     | 78,8                      | 2003             |
| OGLE-TR-113                         | Carena        | 10 h 52 m 24 s    | -61° 26' 48"  | 16,08                 | 1800                 | K              | OGLE-TR-113 b           | 1,32              | 1,09        | 1,4324757                 | 0,0229                 | 0                     | 89,4                      | 2004             |
| OGLE-2003-BLG-235L/MOA-2003-BLG-53L | Sagittario    | 18 h 05 m 16 s    | -28° 53' 42"  |                       | 19000                | K              | OGLE-2003-BLG-235 L b   | 2,6               |             |                           | 4,3                    |                       |                           | 2004             |
| OGLE-2005-BLG-071L                  | Scorpione     | 17 h 50 m 09 s    | -34° 40' 23"  | 19,5                  | 9500                 | M              | OGLE-2005-BLG-071L b    | 3,5               |             | 3600                      | 3,6                    |                       |                           | 2005             |
| OGLE-2005-BLG-169L                  | Sagittario    | 18 h 06 m 05 s    | -30° 43' 57"  | 19,4                  | 8800                 | M?             | OGLE-2005-BLG-169L b    | 0,041             | 0,345       |                           |                        |                       |                           | 2006             |
| OGLE-2005-BLG-390L                  | Sagittario    | 17 h 54 m 19 s    | -30° 22' 38"  |                       | 21500                | M?             | OGLE-2005-BLG-390Lb     | 0,018             |             |                           |                        |                       |                           | 2006             |
| OGLE-TR-211                         | Carena        | 10 h 40 m 15 s    | -62° 27' 20"  |                       | 5300                 | F              | OGLE-TR-211 b           | 1,03              | 1,36        | 3,67724                   | 0,051                  | 0                     | 87,2+                     | 2007             |
| OGLE-TR-182                         | Carena        | 11 h 09 m 19 s    | -61° 05' 43"  | 16,84                 | 12700                | G              | OGLE-TR-182 b           | 1,01              | 1,13        | 3,9791                    | 0,051                  | 0                     | 85,7                      | 2007             |
| OGLE2-TR-L9                         | Carena        | 11 h 07 m 55 s    |               |                       | 2935                 | F3             | OGLE2-TR-L9 b           | 4,5               | 1,61        | 2,4855335                 | 0,0308                 |                       |                           | 2008             |
| OGLE-2006-BLG-109L                  | Sagittario    | 17 h 52 m 35 s    | -30° 05' 16"  |                       | 4900                 |                | OGLE-2006-BLG-109L b    | 0,71              |             | 1825                      | 2,3                    |                       |                           | 2008             |
| OGLE-2006-BLG-109L                  | Sagittario    | 17 h 52 m 35 s    | -30° 05' 16"  |                       | 4900                 |                | OGLE-2006-BLG-109L c    | 0,27              |             | 5100                      | 4,8                    | 0,11                  | 59                        | 2008             |
| GLE-2012-BLG-0026L                  |               | 17 h 34 m 19 s    | −27° 08' 34   |                       | 4080                 |                | GLE-2012-BLG-0026L b    | 0,11              |             |                           | 3,82                   |                       |                           | 2012             |
| GLE-2012-BLG-0026L                  |               | 17 h 34 m 19 s    | −27° 08' 34'' |                       | 4080                 |                | GLE-2012-BLG-0026L c    | 0,68              |             |                           | 4,63                   |                       |                           | 2012             |
| OGLE-2011-BLG-0251                  |               | 17 h 38 m 14 s    | −27° 08′ 10″  |                       | 8232                 | M              | OGLE-2011-BLG-0251 b    | 0,53              |             |                           | 2,72 o 1,5             |                       |                           | 2013             |
| OGLE-2007-BLG-349(AB)               |               |                   |               |                       | 8000                 |                | OGLE-2007-BLG-349(AB) b | 0,25              |             |                           | 2,9                    |                       |                           | 2016             |
| OGLE-2016-BLG-1190L                 | Sagittario    | 17 h 58 m 53 s    | −27° 36′ 49″  |                       | 22000                | G              | OGLE-2016-BLG-1190L b   | 13,38             |             | 1223,6                    | 2,17                   | 0,42                  | 41,2                      | 2017             |
| OGLE-2016-BLG-1195L                 |               |                   |               |                       |                      |                | OGLE-2016-BLG-1195L b   | 0,0045            |             |                           |                        |                       |                           | 2017             |
| OGLE-2013-BLG-0132L                 |               |                   |               |                       | 13000                |                | OGLE-2013-BLG-0132L b   | 0,29              |             |                           |                        |                       |                           | 2017             |
| OGLE-2013-BLG-1721L                 |               |                   |               |                       | 21000                |                | OGLE-2013-BLG-1721L b   | 0,64              |             |                           | 2,6                    |                       |                           | 2017             |
| OGLE-2016-BLG-0263L                 |               |                   |               |                       | 21000                |                | OGLE-2016-BLG-0263L b   | 4,10              |             |                           | 5,4                    |                       |                           | 2017             |
| OGLE-2018-BLG-1185                  |               | 17 h 59 m 10,26 s | -27°50' 06''  |                       |                      |                | OGLE-2018-BLG-1185 b    | 0,0264            |             |                           |                        |                       |                           | 2018             |
| OGLE-2018-BLG-0799L                 |               |                   |               |                       | 2900                 |                | OGLE-2018-BLG-0799L b   | 0,22              |             |                           | 1,75                   |                       |                           | 2018             |
| Pianeta interstellare               | Sagittario    |                   |               |                       |                      |                | OGLE-2016-BLG-1928 b    | 0,00094 o 0,00629 |             |                           |                        |                       |                           | 2020             |
| Pianeta interstellare               | Sagittario    |                   |               |                       |                      |                | OGLE-2019-BLG-0551 b    | 0,0242            |             |                           |                        |                       |                           | 2020             |
| OGLE-2019-BLG-0960L                 |               |                   |               |                       |                      |                | OGLE-2019-BLG-0960L b   | 0,0071            |             |                           |                        |                       |                           | 2021             |

Nota: Per avvenimenti rilevati con il metodo delle microlenti gravitazionali, l'anno sta al posto della stagione OGLE, BLG significa che un avvenimento rilevato è nel BuLGe galattico, e il seguente numero di tre cifre è un numero ordinale dell'avvenimento alla microlente in quella stagione. Per avvenimenti rilevati col metodo del transito, TR sta per TRansito e il seguente numero di tre cifre è un numero ordinale dell'evento di transito.